# Presidance®

Presidance® è un brano di Elio e le Storie Tese e Raffaella Carrà, unico singolo estratto dall'album Tutti gli uomini del deficiente, del 1999. In contemporanea, è apparso anche nell'album Fiesta - I grandi successi della Carrà.

## Descrizione
Il pezzo è cantato assieme a Raffaella Carrà, mentre, nella versione dell'album, è introdotto dalla Gialappa's Band e dallo stesso Elio. La parte suonata al pianoforte da Rocco Tanica all'inizio della canzone è basata sul brano Tubular Bells di Mike Oldfield, stesso tema usato per il famoso film L'esorcista.
Presidance® è stata inclusa nel medley Perdo anche l'ultimo dente e cerco di riavvitarlo, vecchio pezzo del gruppo poi riarrangiato nel tour teatrale del 2000. Qui, veniva eseguito un frammento del singolo suonato con il flauto dolce.
È stata inoltre inclusa nella versione del 2010 del disco-medley.